# Bomuld-slægten
Planteslægten bomuld (Gossypium) er udbredt i Central- og Sydamerika og i Sydasien. Flere arter udnyttes til at fremstille bomuld ved hjælp af de modne frøs frøhaler, kaldet frøuld.

## Beskrivelse
Det er buske, stauder eller enårige planter med en stivgrenet vækst, tragtformede blomster og frøkapsler, fulde af frøhår. 

## Arter
Her omtales kun de arter, der dyrkes for frøuldens skyld.
- Almindelig bomuld (Gossypium herbaceum)
- Amerikansk bomuld (Gossypium hirsutum)
- Barbadosbomuld (Gossypium barbadense)
- Træagtig bomuld (Gossypium arboreum)

Det anses for en kendsgerning, at bomuld-slægtens vildtvoksende arter hører hjemme i det tropiske bælte mellem 20°N og 25°S. De hører hjemme i halvørkener (buskstepper), sådan at de fugtige skove langs Congo- og Zambezifloderne danner afbrydelser i deres udbredelsesområde. Arten Gossypium longicalyx og delvist også almindelig bomulds vildart, Gossypium herbaceum subsp. africanum findes i lidt mere fugtige områder. De dyrkede, vilde og primitive former af bomuld findes overalt i det tropiske bælte, når man ser bort fra bjergegne.

## Vækstkrav
| Temperatur      | Maksimum: 38° C, Bedst: 28-36° C, Minimum: 18° C                                            |
| Nedbør          | 750-1280 mm                                                                                 |
| pH i jorden     | 6-7.2                                                                                       |
| Jordens tekstur | Frugtbare sand- eller lerjorde                                                              |
| Dræn            | Gode drænforhold                                                                            |
| Dagslængde      | Kortdagsplante                                                                              |
| Lysmængde       | Fuld sol                                                                                    |
| Kommentar       | Bomuld vokser bedst ved høj fugtighed og med et stort antal frostfrie dage i vækstperioden. |

## Sammenligning mellem dyrkede arter
| Kendetegn         | Amerikansk Bomuld                        | Barbados-Bomuld                                     | Træagtig Bomuld                                        | Bomuld                                                   |
| Antal kromosomer  | 2n=52                                    | 2n=52                                               | 2n=26                                                  | 2n=26                                                    |
| Kromosomfordeling | Tetraploid                               | Tetraploid                                          | Diploid                                                | Diploid                                                  |
| Hjemsted          | Centralamerika                           | Sydamerika                                          | Afrika                                                 | Afrika, senere Indien                                    |
| Fibrenes navne    | Amerikansk bomuld                        | Ægyptisk bomuld; Pima-type                          | Asiatisk bomuld; Desi-type                             | Levatbomuld; Desi-type                                   |
| Vækstform         | Mindre, enårig halvbusk                  | Enårig, staude eller halvbusk                       | Forgrenet enårig, staude eller halvbusk                | Halvbusk                                                 |
| Stængel           | Grøn eller brun med få hår eller kirtler | Grøn med kirtler, men sjældent behåret              | Grøn eller brun med hårklædning                        | Grøn og sjældent mørk, og sjældent med hår eller kirtler |
| Blade             | Store og hjerteformede med 3-5 lapper    | 3-5 dybt indskårne lapper                           | 5-7 lange og smalle, meget dybt indskårne lapper       | 3-7 lapper, som kun er halvvejs indskårne                |
| Svøbblade         | Trekantede med 4-12 lange tænder         | 10-15 tilspidsede tænder                            | 3-4 tænder tæt sammenvoksde med knop, blomst og kapsel | 6-8 tænder, der er udspærrede fra knop, blomst og kapsel |
| Kronblade         | Hvide, gule og violette                  | Hvide til gule                                      | Flødehvide, lysegule til gule og violette              | Svovlgule til dybt gule                                  |
| Svælgplet         | Mangler                                  | Tydelig, stor og mørk                               | Tydelig                                                | Klare stråler fra bunden                                 |
| Kapsler           | Afrundede til moderat tilspidsede        | Tilspidsede og længere end brede og med dybe gruber | Moderat afrundede til tilspidsede og glatte eller ru   | Afrundede og glatte eller moderat grubede                |
| Frø               | 5-11 store frø                           | 5-8 lange frø                                       | 6-17 mellemstore frø                                   | 8-11 mellemstore frø                                     |
| Fibre             | Mellemlange til lange fibre              | Meget lange fibre                                   | Korte til mellemlange fibre                            | Korte til mellemlange fibres                             |